# بخش کاهتا
بخش کاهتا (به انگلیسی: Kâhta District) یکی از بخش‌های استان آدیامان ترکیه است. مرکز آن، شهر کاهتا است. مساحت آن ۱،۲۷۴ کیلومتر مربع و جمعیت آن ۱۲۷،۵۳۴ (۲۰۲۱) است.  در ۱۲ اکتبر ۲۰۱۸، به دلیل کاهش ۱۰ تا ۱۵ متری آب مخزن آتاتورک، نقاشی‌های غار که قدمت آن به دوران پارینه سنگی بازمی‌گردد، در منطقه کاهتا کشف شد.

## تقسیمات کشوری
۳ شهرداری در ناحیه کهتا وجود دارد:  
- آکینجیلار
- بلوک‌یایلا
- کاهتا

در بخش کهتا ۱۰۲ قریه وجود دارد: 
- ادالی
- اکالین
- اکدوگان
- اکاواک
- Akkuş
- اکتاش
- Akyıldız
- الیدامی
- آری‌لی
- آیدین‌پینار
- باغ‌باشی
- Bağözü
- بال‌لی
- بلن‌لی
- بل‌اورن
- بشیک‌لی
- بغازکایا
- بستان‌لی
- بوزپینار
- بوزتارلا
- بورماپینار
- بویوک‌باغ
- Büyükbejyan
- بویوک‌بی
- چاکرچشمه
- چالتیلی
- Çamlica
- چارداک
- چاتال‌تپه
- چای‌باشی
- چرالیک
- چوکورتاش
- Cumhuriyet
- داملاجیک
- دارداغان
- Dikenli
- دولوجا
- دوم‌لو
- دوت‌کوی
- اجه‌لر
- اکینجی
- فندق‌لی‌چالی
- اریک‌دره
- اریک‌لی
- اکپینار
- کوجاحصار
- Eskitaş
- فیستیک‌لی
- گلدی‌بولدو
- گوچری
- گوکچه
- گول‌گلی
- گودولگه
- گوزل‌چای
- حبیب‌لر
- حاجی‌یوسف
- Hamzalar
- Hasandiğin
- خاص‌کوی
- ایکیزجه
- Işıktepe
- اسلام‌کوی
- کاراجااورن
- کارادوت
- Karaman
- Karataş
- کاواک‌لی
- کایادیبی
- کوچ‌تپه
- کوسه‌لر
- کوزآغاچ
- منزل
- ملک‌کوی
- نارینجه
- Narlıdere
- نارسیرتی
- اولوک‌لو
- اورتانجا
- اواجیک
- شاهین‌تپه
- سالکیم‌باغی
- ساری‌سو
- Şenköy
- سیراجا
- سیراکایا
- سوسوز
- تاسلیکا، کاختا
- Taşlıçay
- تغمن‌لی
- Teknecik
- توغ‌لو
- Turanlı
- توتنوکاک
- اولوپینار
- یاپراک‌لی
- یل‌کووان
- Yenice
- ینی‌کوشاک
- Yeşilkaya
- یول‌آلتی
- زیتون‌کوی
- زیارت

## مکان‌های پُر بازدید
- کوه نمرود، اکنون یک پارک ملی است که به خاطر مجسمه‌های باستانی روی قله معروف است، که قدمت آن به پادشاهی کوماژن برمی‌گردد.
- تومول کاراکوش (Tumulus Karakuş)، با مجسمه بزرگ یک عقاب.
- قلعه کاهتا
- پل سیوران، که یک پل رومی است.

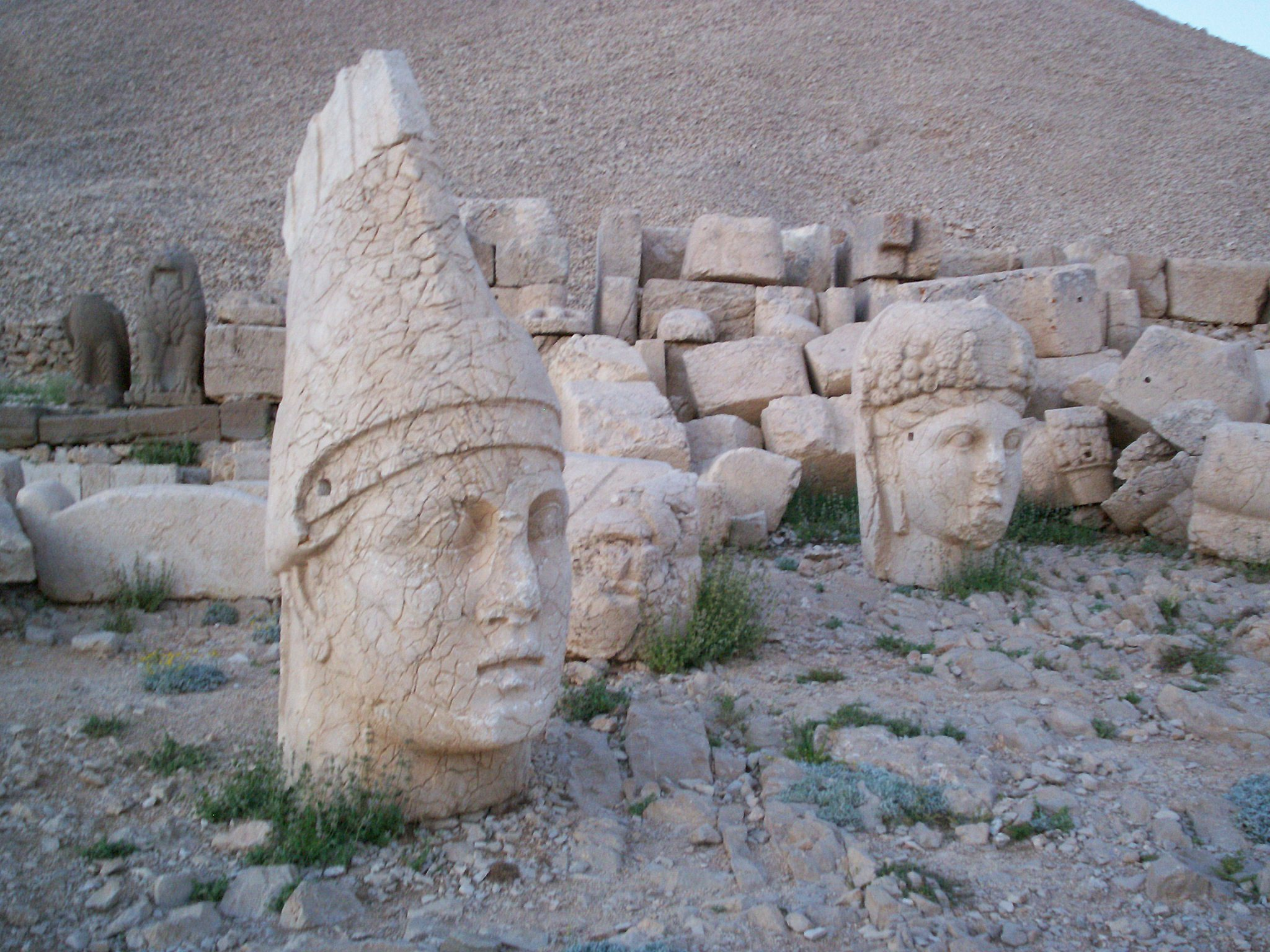
کوه نمرود
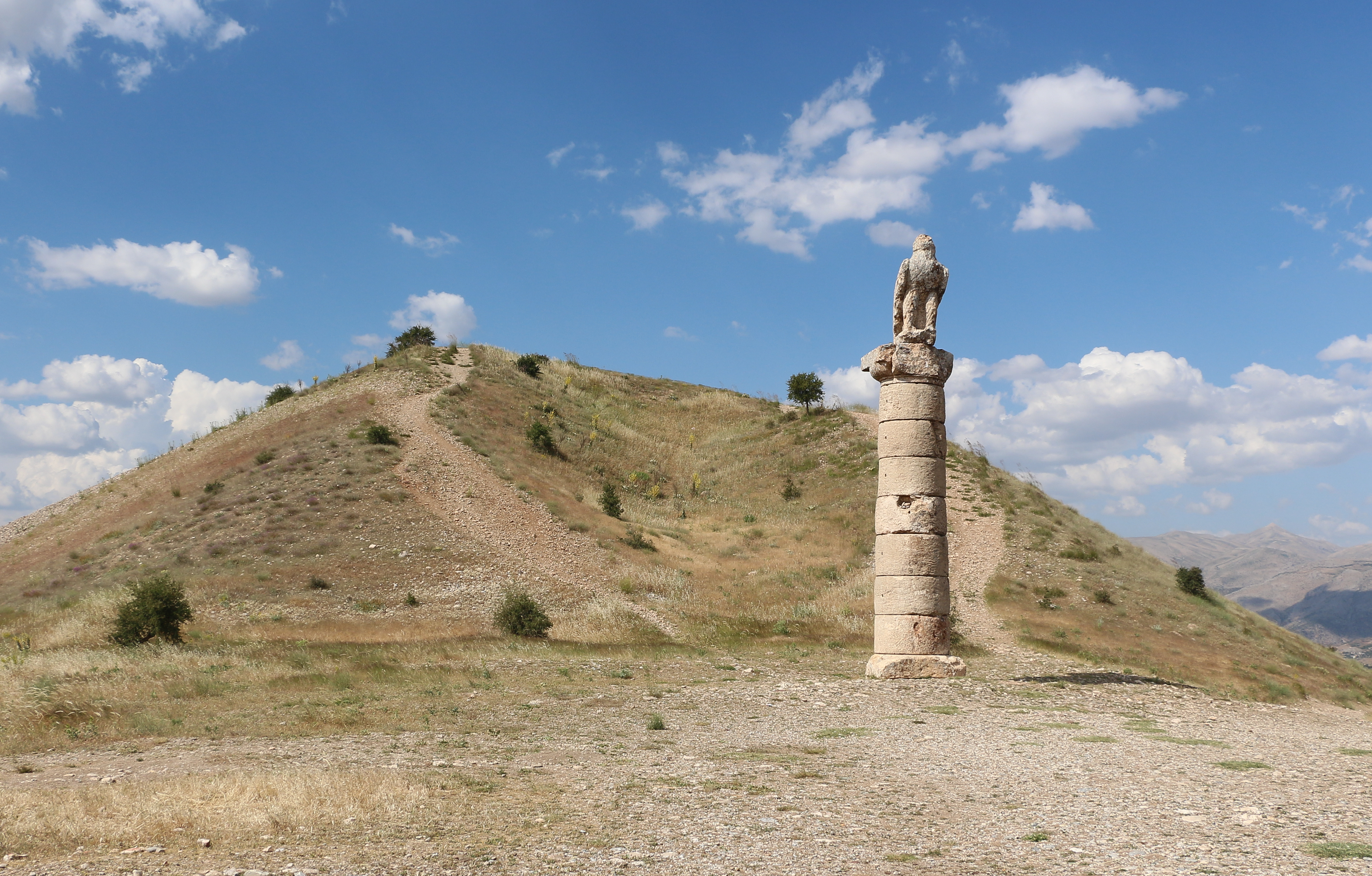
تومول کاراکوش (Tumulus of Karakuş)
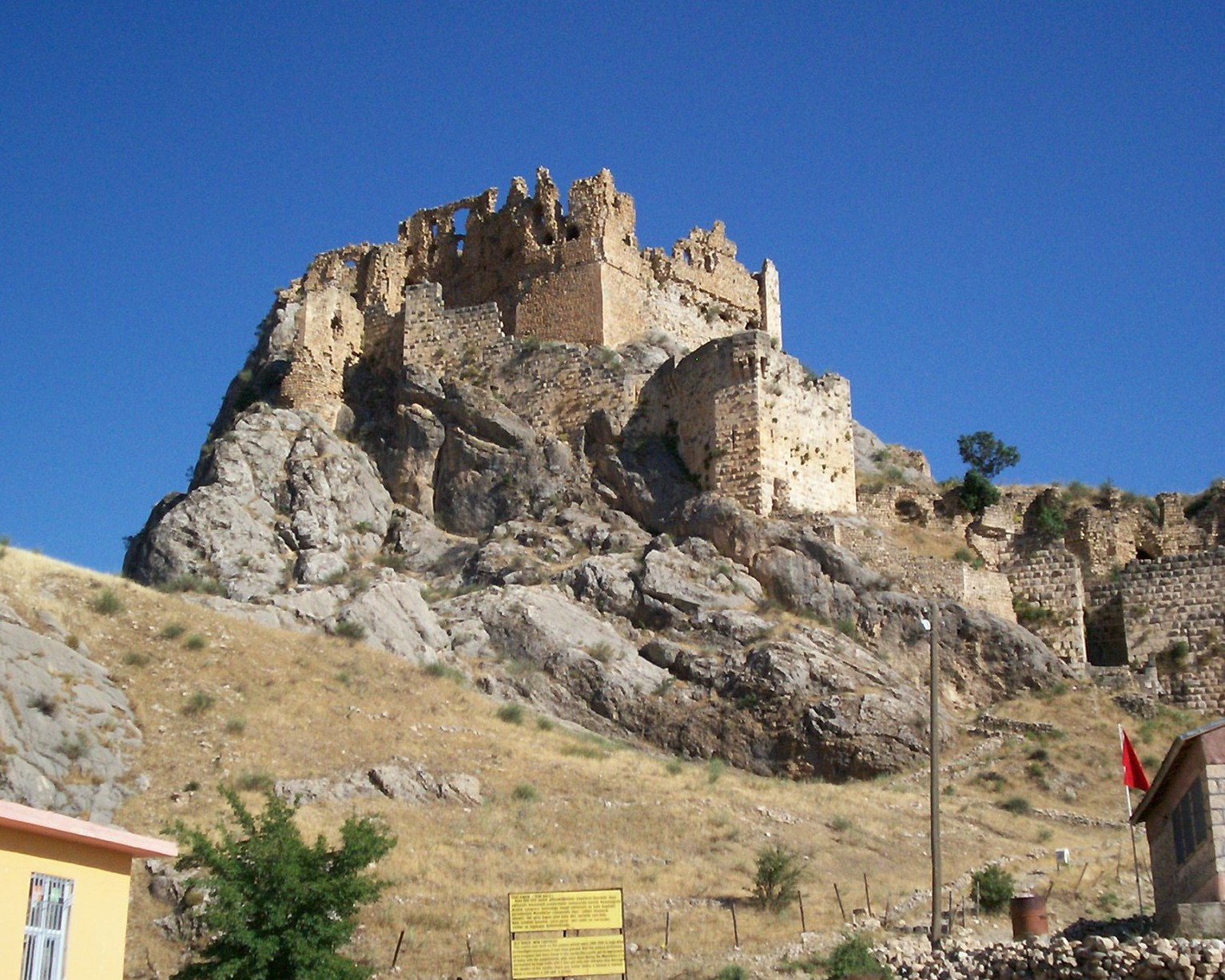
قلعه کاهتا (Kahta castle)
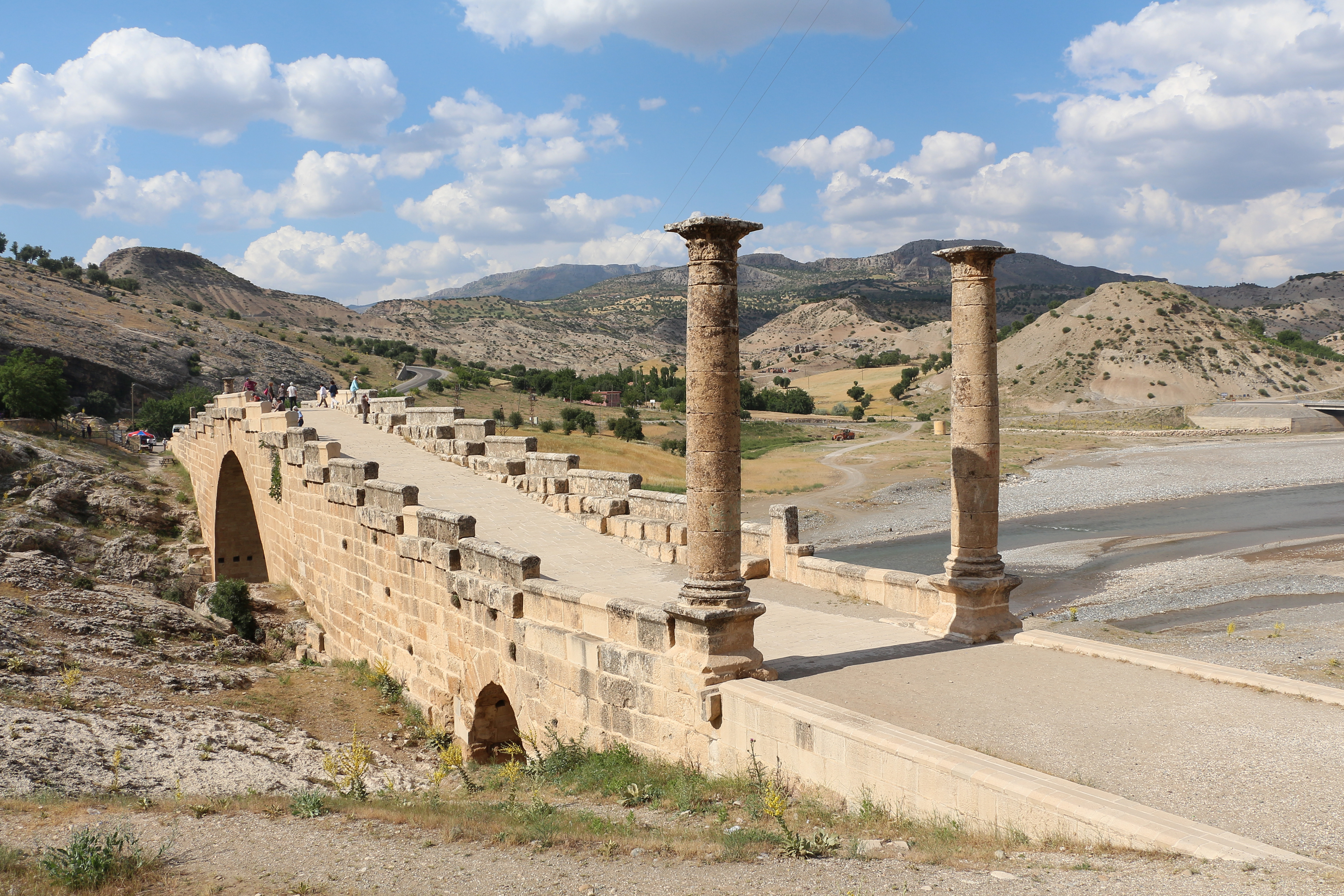
پل سیوران (Severan Bridge)